# Ascidia limpida
Ascidia limpida är en sjöpungsart som beskrevs av Sluiter 1904. Ascidia limpida ingår i släktet Ascidia och familjen Ascidiidae. Inga underarter finns listade i Catalogue of Life.